# Panamerikanische Spiele 2015/Leichtathletik – Dreisprung der Männer

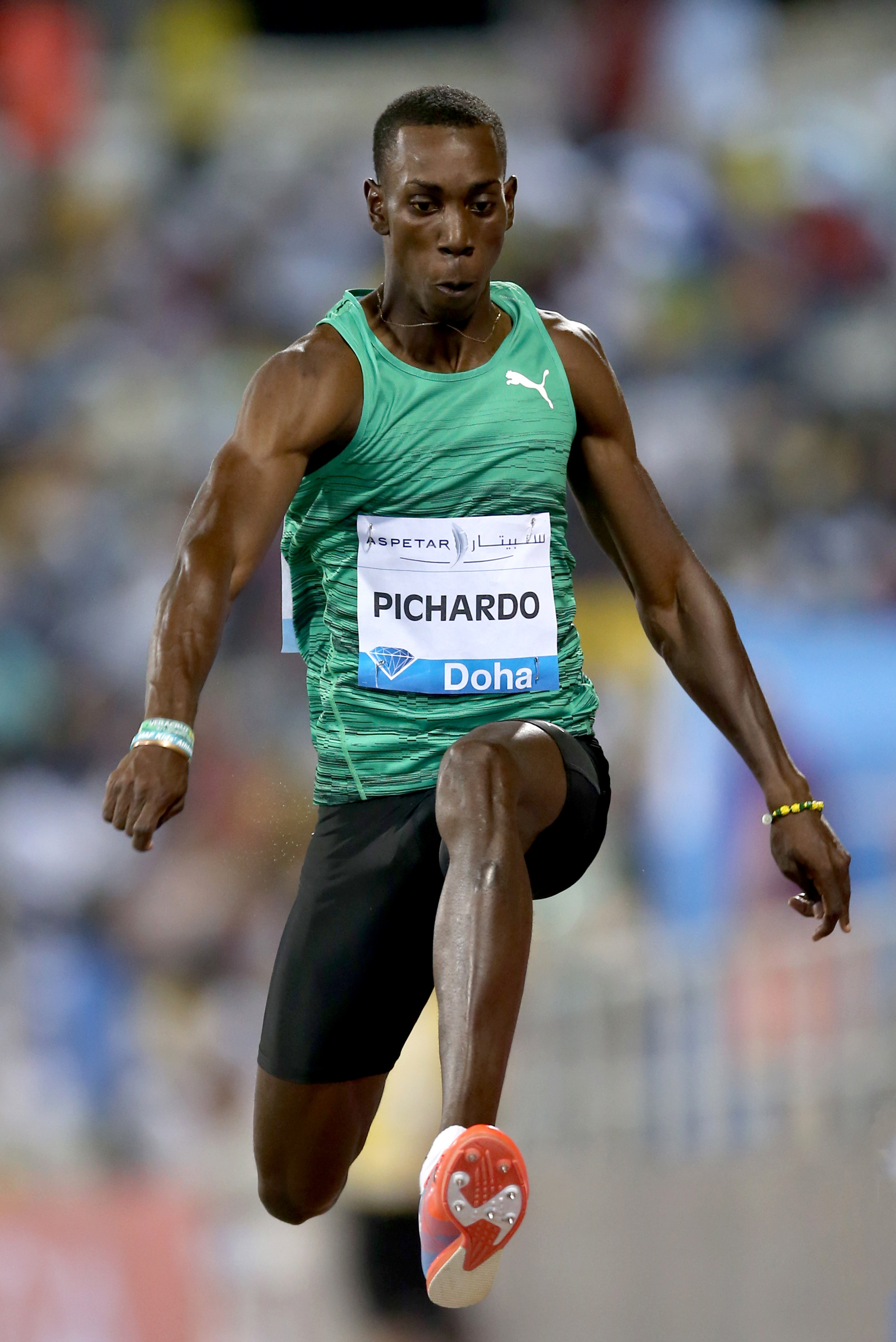
Der Sieger Pedro Pablo Pichardo (2015)

Der Dreisprung der Männer bei den Panamerikanischen Spielen 2015 fand am 24. Juli im CIBC Pan Am und Parapan Am Athletics Stadium in Toronto statt.
15 Dreispringer aus elf Ländern nahmen an dem Wettbewerb teil. Die Goldmedaille gewann Pedro Pablo Pichardo mit 17,54 m, Silber ging an Leevan Sands mit 16,99 m und die Bronzemedaille gewann Ernesto Revé mit 16,94 m.

## Rekorde
Vor dem Wettbewerb galten folgende Rekorde:
| Weltrekord        | Jonathan Edwards        | 18,29 m | Weltmeisterschaften in Götebrog, Schweden           | 7. August 1995   |
| Rekord der Spiele | João Carlos de Oliveira | 17,89 m | Panamerikanische Spiele in der Stadt Mexiko, Mexiko | 15. Oktober 1975 |

## Ergebnis
24. Juli 2015, 11:35 Uhr
| Platz | Athlet                   | Land                | 1. Versuch | 2. Versuch | 3. Versuch | 4. Versuch                               | 5. Versuch                               | 6. Versuch                               | Weite (m) |
| ----- | ------------------------ | ------------------- | ---------- | ---------- | ---------- | ---------------------------------------- | ---------------------------------------- | ---------------------------------------- | --------- |
|       | Pedro Pablo Pichardo     | Kuba                | 17,29      | x          | 17,46      | 17,54                                    | –                                        | 17,34                                    | 17,54     |
|       | Leevan Sands             | Bahamas             | 16,19      | 16,79      | x          | x                                        | 16,99                                    | 14,74                                    | 16,99 SB  |
|       | Ernesto Revé             | Kuba                | x          | 16,94      | x          | x                                        | –                                        | x                                        | 16,94     |
| 4     | Yordanys Durañona        | Dominica            | x          | 16,64      | 16,72      | 16,67                                    | x                                        | 16,70                                    | 16,72     |
| 5     | Jefferson Sabino         | Brasilien           | x          | 15,84      | 16,40      | 16,43                                    | x                                        | x                                        | 16,43     |
| 6     | Samyr Lainé              | Haiti               | 16,43      | x          | x          | 16,31                                    | x                                        | 16,38                                    | 16,43 SB  |
| 7     | Miguel van Assen         | Suriname            | 15,83      | 16,25      | 16,21      | x                                        | 15,89                                    | 13,49                                    | 16,25     |
| 8     | Álvaro Cortez            | Chile               | x          | 15,84      | 16,16      | x                                        | x                                        | x                                        | 16,16     |
| 9     | Elton Walcott            | Trinidad und Tobago | 15,40      | 16,05      | 16,15      | nicht im Finale der besten acht Springer | nicht im Finale der besten acht Springer | nicht im Finale der besten acht Springer | 16,15     |
| 10    | Latario Collie-Minns     | Bahamas             | x          | 15,50      | 16,08      | nicht im Finale der besten acht Springer | nicht im Finale der besten acht Springer | nicht im Finale der besten acht Springer | 16,08     |
| 10    | Jhon Murillo             | Kolumbien           | 15,50      | x          | 16,08      | nicht im Finale der besten acht Springer | nicht im Finale der besten acht Springer | nicht im Finale der besten acht Springer | 16,08     |
| 12    | Alphonso Jordan          | Vereinigte Staaten  | 15,98      | x          | 15,99      | nicht im Finale der besten acht Springer | nicht im Finale der besten acht Springer | nicht im Finale der besten acht Springer | 15,99     |
| 13    | Tacuma Anderson-Richards | Kanada              | 15,21      | x          | 15,89      | nicht im Finale der besten acht Springer | nicht im Finale der besten acht Springer | nicht im Finale der besten acht Springer | 15,89     |
| 14    | Jean-Cassimiro Rosa      | Brasilien           | x          | 15,79      | 15,67      | nicht im Finale der besten acht Springer | nicht im Finale der besten acht Springer | nicht im Finale der besten acht Springer | 15,79     |
|       | Aaron Hernandez          | Kanada              | x          | x          | x          | nicht im Finale der besten acht Springer | nicht im Finale der besten acht Springer | nicht im Finale der besten acht Springer | NM        |